# Eugeniusz Korlacki
Eugeniusz Korlacki (ur. 14 grudnia 1900 w Będzinie, zm. po 1964) – polski działacz partyjny i państwowy, przewodniczący (Prezydium) Miejskiej Rady Narodowej w Będzinie (1945–1946, 1950–1953).

## Życiorys
Ukończył dwie klasy szkoły w Dąbrowie Górniczej i roczny kurs buchalteryjno-
-handlowy. W 1915 zatrudniony w Fabryce Miedzianki w Będzinie, następnie między 1916 a 1932 pracował w kopalniach Reden i Paryż w Dąbrowie Górniczej. W latach 1925–1928 zatrudniony w kopalni we Fancji. Po powrocie do kraju pracował w tramwajach, a w 1943 został kierownikiem administracyjnym remizy w Będzinie. W 1945 zatrudniony w Dyrekcji Wojewódzkiego Przedsiębiorstwa Komunikacyjnego w Katowicach.
Działał w Polskiej Partii Robotniczej i Polskiej Zjednoczonej Partii Robotniczej. 13 lutego 1945 mianowany przez PPR przewodniczącym Miejskiej Rady Narodowej w Będzinie, formalnie wybrany na stanowisko 5 marca; zajmował je do 1946. Wkrótce po wyzwoleniu zasiadł także w Powiatowej Radzie Narodowej w Zawierciu. Ponownie wybrany na przewodniczącego Prezydium MRN 27 maja 1950, wówczas ta funkcja stała się równoważnikiem stanowiska prezydentem miasta. Odwołano go z niej w 1953. Powrócił do pracy w WPK Katowice jako naczelnik Działu Administracyjno-Gospodarczego, a następnie główny kasjer. Został ławnikiem Sądu Powiatowego w Będzinie.

## Odznaczenia i wyróżnienia
Odznaczony Złotym Krzyżem Zasługi (1946), Odznaką Grunwaldzką oraz Medalem Zwycięstwa i Wolności.